# Gargoyle Bastion
Die Gargoyle Bastion ist eine 60 m hohe und felsige Landspitze mit einer annähernd vertikalen seewärtigen Klifffront an der Nordostküste der Livingston-Insel im Archipel der Südlichen Shetlandinseln. Sie ragt über benachbarte Kliffs hinaus an der Südseite der Hydra Cove auf.
Die Landspitze ist wie andere geografische Objekte in der Gegend um den Williams Point nach einem Fabelwesen benannt. Das UK Antarctic Place-Names Committee wählte 1998 den Gargoyle als Namensgeber, ein drachenähnliches Monster.